# Зелёная (Ивано-Франковская область)
Зелёная (укр. Зелена) — село в Пасечнянской сельской общине Надворнянского района Ивано-Франковской области Украины.
Население по переписи 2024 года составляло 2333 человек. Занимает площадь 4.53 км². Почтовый индекс — 78433.
К юго-востоку от села расположен водопад Кудринец.